# 2012-es labdarúgó-Európa-bajnokság (selejtező – I csoport)
A 2012-es labdarúgó-Európa-bajnokság selejtezőjének I csoportjának mérkőzéseit tartalmazó lapja. A csoport sorsolását 2010. február 7-én tartották Lengyelország fővárosában, Varsóban. A csoportban körmérkőzéses, oda-visszavágós rendszerben játszottak egymással a labdarúgó-válogatottak.
A csoportban öt válogatott, a címvédő és a 2010-es vb győztese, Spanyolország, valamint Csehország, Skócia, Litvánia és Liechtenstein szerepelt. A csoportelső Spanyolország automatikus résztvevője lett a 2012-es labdarúgó-Európa-bajnokságnak. A csoport második helyezettje, Csehország pótselejtezőt játszott.

## Tabella
| Hely. | Csapat        | M | Gy | D | V | G+ | G– | Gk  | P  | Továbbjutás                           |     | Spanyolország | Csehország | Skócia | Litvánia | Liechtenstein |
| ----- | ------------- | - | -- | - | - | -- | -- | --- | -- | ------------------------------------- | --- | ------------- | ---------- | ------ | -------- | ------------- |
| 1.    | Spanyolország | 8 | 8  | 0 | 0 | 26 | 6  | +20 | 24 | Kijutott a 2012-es Európa-bajnokságra |     | —             | 2–1        | 3–1    | 3–1      | 6–0           |
| 2.    | Csehország    | 8 | 4  | 1 | 3 | 12 | 8  | +4  | 13 | Pótselejtezőbe került                 |     | 0–2           | —          | 1–0    | 0–1      | 2–0           |
| 3.    | Skócia        | 8 | 3  | 2 | 3 | 9  | 10 | −1  | 11 |                                       |     | 2–3           | 2–2        | —      | 1–0      | 2–1           |
| 4.    | Litvánia      | 8 | 1  | 2 | 5 | 4  | 13 | −9  | 5  |                                       | 1–3 | 1–4           | 0–0        | —      | 0–0      |               |
| 5.    | Liechtenstein | 8 | 1  | 1 | 6 | 3  | 17 | −14 | 4  |                                       | 0–4 | 0–2           | 0–1        | 2–0    | —        |               |

## Mérkőzések
Az UEFA versenyszabályzatának 11.04 pontja szerint a csoportban szereplő országok labdarúgó-szövetségeinek a sorsolást követően 30 napjuk volt arra, hogy az egyes mérkőzések dátumairól megegyezzenek.
| 2010. szeptember 3. 21:15 (UTC+3) |

| Litvánia | 0–0         | Skócia |
| -------- | ----------- | ------ |
|          | Jegyzőkönyv |        |

| S. Dariaus és S. Girėno Stadion, Kaunas Nézőszám: 6 539 Játékvezető: Cüneyt Çakır (török) |

| 2010. szeptember 3. 20:45 (UTC+2) |

| Liechtenstein | 0–4               | Spanyolország                      |
| ------------- | ----------------- | ---------------------------------- |
|               | (0–2) Jegyzőkönyv | Torres 18' 54' Villa 26' Silva 62' |

| Rheinpark Stadion, Vaduz Nézőszám: 6 127 Játékvezető: Bülent Yıldırım (török) |

| 2010. szeptember 7. 20:15 (UTC+2) |

| Csehország | 0–1               | Litvánia   |
| ---------- | ----------------- | ---------- |
|            | (0–1) Jegyzőkönyv | Šernas 26' |

| Andrův stadion, Olmütz Nézőszám: 12 100 Játékvezető: Álón Jefet (izraeli) |

| 2010. szeptember 7. 20:00 (UTC+1) |

| Skócia                   | 2–1               | Liechtenstein |
| ------------------------ | ----------------- | ------------- |
| Miller 62' McManus 90+7' | (0–0) Jegyzőkönyv | Frick 46'     |

| Hampden Park, Glasgow Nézőszám: 37 050 Játékvezető: Viktor Svecov (ukrán) |

| 2010. október 8. 20:15 (UTC+2) |

| Csehország | 1–0               | Skócia |
| ---------- | ----------------- | ------ |
| Hubník 70' | (0–0) Jegyzőkönyv |        |

| Synot Tip Arena, Prága Nézőszám: 19 000 Játékvezető: Ivan Bebek (horvát) |

| 2010. október 8. 22:00 (UTC+2) |

| Spanyolország              | 3–1               | Litvánia   |
| -------------------------- | ----------------- | ---------- |
| Llorente 47' 56' Silva 79' | (0–0) Jegyzőkönyv | Šernas 54' |

| Estadio El Helmántico, Salamanca Nézőszám: 16 800 Játékvezető: Gianluca Rocchi (olasz) |

| 2010. október 12. 20:00 (UTC+2) |

| Liechtenstein | 0–2               | Csehország           |
| ------------- | ----------------- | -------------------- |
|               | (0–2) Jegyzőkönyv | Necid 12' Kadlec 29' |

| Rheinpark Stadion, Vaduz Nézőszám: 2 555 Játékvezető: Sztanyiszlav Szuhina (orosz) |

| 2010. október 12. 20:00 (UTC+1) |

| Skócia                                       | 2–3               | Spanyolország                                 |
| -------------------------------------------- | ----------------- | --------------------------------------------- |
| Naismith 58' Piqué 67' (öngól) Whittaker 89′ | (0–1) Jegyzőkönyv | Villa 44' (11-esből) Iniesta 55' Llorente 79' |

| Hampden Park, Glasgow Nézőszám: 51 322 Játékvezető: Massimo Busacca (svájci) |

| 2011. március 25. 22:00 (UTC+1) |

| Spanyolország            | 2–1               | Csehország |
| ------------------------ | ----------------- | ---------- |
| Villa 69' 73' (11-esből) | (0–1) Jegyzőkönyv | Plašil 29' |

| Estadio Nuevo Los Cármenes, Granada Nézőszám: 16 400 Játékvezető: Kassai Viktor (magyar) |

| 2011. március 29. 17:30 (UTC+2) |

| Csehország             | 2–0               | Liechtenstein |
| ---------------------- | ----------------- | ------------- |
| Baroš 3' M. Kadlec 70' | (1–0) Jegyzőkönyv |               |

| Střelecký ostrov Stadion, České Budějovice Nézőszám: 5000 Játékvezető: Ovidiu Hațegan (román) |

| 2011. március 29. 20:45 (UTC+3) |

| Litvánia         | 1–3               | Spanyolország                           |
| ---------------- | ----------------- | --------------------------------------- |
| Stankevičius 57' | (0–1) Jegyzőkönyv | Xavi 19' Kijanskas 70' (öngól) Mata 83' |

| S. Dariaus és S. Girėno Stadion, Kaunas Játékvezető: Laurent Duhamel (francia) |

| 2011. június 3. 19:30 (UTC+2) |

| Liechtenstein         | 2–0               | Litvánia |
| --------------------- | ----------------- | -------- |
| Erne 6' Polverino 36' | (2–0) Jegyzőkönyv |          |

| Rheinpark Stadion, Vaduz Játékvezető: Artem Kucsin (kazak) |

| 2011. szeptember 2. 18:00 (UTC+3) |

| Litvánia | 0–0         | Liechtenstein |
| -------- | ----------- | ------------- |
|          | Jegyzőkönyv |               |

| S. Darius and S. Girėnas Stadion, Kaunas Játékvezető: Ken Henry Johnsen (norvég) |

| 2011. szeptember 3. 15:00 (UTC+1) |

| Skócia                  | 2–2               | Csehország                          |
| ----------------------- | ----------------- | ----------------------------------- |
| Miller 44' Fletcher 82' | (1–0) Jegyzőkönyv | Plašil 78' M. Kadlec 90' (11-esből) |

| Hampden Park, Glasgow Nézőszám: 51 457 Játékvezető: Kevin Blom (holland) |

| 2011. szeptember 6. 20:00 (UTC+1) |

| Skócia       | 1–0               | Litvánia |
| ------------ | ----------------- | -------- |
| Naismith 50' | (0–0) Jegyzőkönyv |          |

| Hampden Park, Glasgow Játékvezető: Kristinn Jakobsson (izlandi) |

| 2011. szeptember 6. 22:00 (UTC+2) |

| Spanyolország                                    | 6–0               | Liechtenstein |
| ------------------------------------------------ | ----------------- | ------------- |
| Negredo 34' 37' Xavi 44' Ramos 52' Villa 60' 79' | (3–0) Jegyzőkönyv |               |

| Estadio Las Gaunas, Logroño Játékvezető: Harald Lechner (osztrák) |

| 2011. október 7. 20:45 (UTC+2) |

| Csehország | 0–2               | Spanyolország      |
| ---------- | ----------------- | ------------------ |
|            | (0–2) Jegyzőkönyv | Mata 6' Alonso 23' |

| Generali Arena, Prága Játékvezető: Paolo Tagliavento (olasz) |

| 2011. október 8. 19:30 (UTC+2) |

| Liechtenstein | 0–1               | Skócia            |
| ------------- | ----------------- | ----------------- |
|               | (0–1) Jegyzőkönyv | Mackail-Smith 32' |

| Rheinpark Stadion, Vaduz Játékvezető: Tom Harald Hagen (norvég) |

| 2011. október 11. 20:45 (UTC+2) |

| Spanyolország          | 3–1               | Skócia                    |
| ---------------------- | ----------------- | ------------------------- |
| Silva 6' 44' Villa 54' | (2–0) Jegyzőkönyv | Goodwillie 66' (11-esből) |

| Estadio José Rico Pérez, Alicante Játékvezető: Stefan Johannesson (svéd) |

| 2011. október 11. 21:45 (UTC+3) |

| Litvánia              | 1–4               | Csehország                                           |
| --------------------- | ----------------- | ---------------------------------------------------- |
| Šernas 68' (11-esből) | (0–3) Jegyzőkönyv | M. Kadlec 2' (11-esből) 85' (11-esből) Rezek 16' 45' |

| S. Darius and S. Girėnas Stadion, Kaunas Játékvezető: David Fernández Borbalán (spanyol) |

## Gólszerzők
| Helyezés | Játékos           | Ország        | Gólok |
| -------- | ----------------- | ------------- | ----- |
| 1        | David Villa       | Spanyolország | 4     |
| 2        | Fernando Llorente | Spanyolország | 3     |
| 3        | David Silva       | Spanyolország | 2     |
| 3        | Fernando Torres   | Spanyolország | 2     |
| 3        | Darvydas Šernas   | Litvánia      | 2     |
| 4        | Andrés Iniesta    | Spanyolország | 1     |
| 4        | Mario Frick       | Liechtenstein | 1     |
| 4        | Stephen McManus   | Skócia        | 1     |
| 4        | Kenny Miller      | Skócia        | 1     |
| 4        | Steven Naismith   | Skócia        | 1     |
| 4        | Roman Hubník      | Csehország    | 1     |
| 4        | Václav Kadlec     | Csehország    | 1     |
| 4        | Tomáš Necid       | Csehország    | 1     |
| 4        | Jaroslav Plašil   | Csehország    | 1     |

## Nézőszám
| Ország        | Legmagasabb | Legalacsonyabb | Átlagos |
| ------------- | ----------- | -------------- | ------- |
| Csehország    | 12 100      | 12 100         | 12 100  |
| Liechtenstein | 6 127       | 6 127          | 6 127   |
| Litvánia      | 6 539       | 6 539          | 6 539   |
| Skócia        | 37 050      | 37 050         | 37 050  |
| Spanyolország | -           | -              | -       |

## Külső hivatkozások
- UEFA hivatalos honlapja
- A 2012-es labdarúgó-Európa-bajnokság hivatalos oldala
- A 2012-es labdarúgó-Európa-bajnokság szabályzata